# Giuseppe Di Terranova Pignatelli
Giuseppe Pignatelli Di Terranova (Palermo, 23 agosto 1860 – Roma, 8 marzo 1938) è stato un nobile e politico italiano.

## Biografia
Esponente della famiglia Pignatelli era detentore dei seguenti titoli: Principe del Sacro Romano Impero, di Noia, di Valle, di Maida, di Castelvetrano; Duca di Bellosguardo, Lacconia, Terranova, Girifalco, Orta; Marchese di Montesoro e di Gioiosa, di Avola, della Favara, di Caronia; Conte di Celano, di Burgetto, Barone di Casteltermini, Menfi, Sant'Angelo Muxaro, Montedoro, Belice, Pietra Belice, Biribaida, Guastanella e Baccarasi; Patrizio Napoletano.
Nel 1897 fu eletto deputato del regno, nelle file della destra storica, e riconfermato nel 1900.
Sposò Rosa de la Gándara y Plazaola. La sua nomina a senatore del Regno d'Italia, nella categoria terza (deputati dopo tre legislature o sei anni di esercizio), avvenne il 4 marzo 1905.